# Oronoque River
Oronoque River är ett vattendrag i Guyana.   Det ligger i regionen East Berbice-Corentyne, i den sydöstra delen av landet, 500 km söder om huvudstaden Georgetown.